# Дејан Медаковић
Дејан Медаковић (Загреб, 7. јул 1922 — Београд, 1. јул 2008) био је српски историчар уметности, универзитетски професор, књижевник и академик. Медаковић је био генерални секретар и потом председник Српске академије наука и уметности (1998—2003), професор и декан Филозофског факултета (1971—1973), председник Скупштине Вукове задужбине у три мандата као и потпредседник Српске књижевне задруге.
Рођен је у Загребу у угледној српској породици Медаковић, која је дала неколико знаменитих личности. Гимназијско образовање је стекао у Санкт Галену, код фрањеваца на Бадији и у Сремским Карловцима. За време Другог светског рата, под претњом по живот од стране фашистичке НДХ, избегао је у Србију, где почиње да волонтерски ради у Музеју кнеза Павла. Основне, магистарске и докторске студије завршио је на Филозофском факултету Универзитета у Београду, специјализовао се у Немачкој као стипендиста фондације Александар фон Хумболт. Прошао је сва наставна звања на Филозофском факултету, где је предавао историју уметности до 1982. године. Медаковић је по позиву предавао на више европских универзитета и научних установа.
Током живота објавио је укупно 46 књига, од чега 21 књигу на стручне теме. У фокусу његовог научног рада била је српска уметност периода барока, српска културна историја 18. столећа те историја српске уметности 19. столећа. Такође се бавио немањићким периодом, опусом појединачних сликара, историјатом и уметничким наслеђем манастира Српске православне цркве. Писао је волуминозне синтезе историје Срба и српске културе у градовима: Беч, Трст, Загреб, Сентандреја. Један је од аутора Историје српског народа објављене у десет томова у издању Српске књижевне задруге. Уз стручни рад, упоредо се успешно бавио књижевним стваралаштвом и писао поезију, прозу, путописе. Дела су му превођена на више језика. Награђен је низом међународних и националних одликовања, награда и других признања. Његов легат је посредством породице Медаковић оформљен у оквиру Музеја града Београда.

## Биографија
Породица Медаковић је пореклом из селa Медак у Лици. Рођен је као син Ђорђа Медаковића, економисте, и Анастасије, домаћице. Деда по оцу му је био Богдан Медаковић а прадеда Данило Медаковић. Са мајчине стране (Рајић) вуче порекло од породице Лоња која је била аустријско војно племство. Медаковићеви преци оставили су значајно дело у српској култури и политици.
Основну школу учио је у Загребу, нижу гимназију у Санкт Галену у Швајцарској и код фрањеваца на Бадији. Своје искуство учења гимназије на Корчули описао је као формативно значајно јер је научио да одређене истине о Богу тумачи више рационално, као и да људи нису на свету ради уживања већ како би зарадили царство небеско. Вишу класичну гимназију завршио у Сремским Карловцима (1937—41).
Његов отац је желео да се током трајања рата склоне у Трст али је Дејан Медаковић инсистирао да иду у Београд, где су му живели и радили другови. Он и његова сестра дошли су у Београд возом, пошто их хрватске усташе нису идентификовале као Србе, пошто су носили елегантна одела и међусобно говорили искључиво на немачком језику. Од 1942. године је живео у Београду, прво као избеглица, где је волонтирао у Музеју кнеза Павла. Након рата, радио је у Музеју града Београда, Министарству за науку и културу и Савезном заводу за заштиту споменика културе. За атмосферу у Београду након Другог светског рата говорио је да је била таква да је било довољно да човек без икаквог суђења изгуби главу ако неко покаже прстом из било којег разлога или га оптужи да је био шпијун Гестапоа. Према сопственој тврдњи током његовог рада у Музеју за време окупације било је колега које су ми спочитавале што су бежали те да су ваљали, не би ни морали бежати. Медаковић наводи да су за разлику од дела одрођене интелигенције, србијански сељаци изузетно помагали свим избеглицама, како Србима тако и Словенцима. За време Другог светског рата Народни музеј био је смештен у стану породице Вучо. Медаковић и колеге обилазили су куће и станове предратне београдске елите, за коју је коментарисао да је била врло отмена, и откупљивали уметнине и предмете за музеј како не би пропали током рата. Његова породица се по завршетку рата вратила у Загреб јер се нису прилагодили у новој средини и јер су испрва планирали да се врате.
На почетку каријере се анонимно бавио новинарством у својству уредника Задружног календара, где је писао биографије руских научника заслужних за достигнућа у пољопривреди. Након краја Другог светског рата припадао је неформалном интелектуалном кругу симиноваца, чији је неформални вођа био Добрица Ћосић. Дејан Медаковић је у мемоарским текстовима и интервјуима кућу у Симиној улици назвао „правим београдским скровиштем” и „првом оазом слободе у окупираном Београду”. Он се међу припадницима групе осећао као странац. Тврдио је да га никада до краја нису прихватили јер је по рођењу Загрепчанин.
Студирао је историју уметности на Филозофском факултету у Београду. Медаковић је боравио на тромесечној специјализацији у Немачкој, а 1964/65. године постао је стипендиста фондације Александар фон Хумболт и ту годину провео је махом на раду у Централном институту за историју уметности у Минхену. Као асистент радио је на историјском институту САНУ од 1952. до 1954. Пред комисијом академије докторирао је дисертацијом Графика српских штампаних књига XV—XVII века 1954. године (штампана у издањима академије 1958). На Групи за историју уметности Филозофског факултета прешао је од 1954. пут од асистента до редовног професора, за доцента је изабран 1957, за ванредног професора 1962. и за редовног 1967; био је декан Филозофског факултета (1971—1973). На сопствену молбу пензионисан је 1982.
Дописни члан САНУ постао је 1972. а редовни 1981. године. Био је секретар одељења историјских наука САНУ, генерални секретар САНУ шест година (1985), као и председник САНУ (1999—2003). Медаковић је сарађивао или био члан низа одбора САНУ укључујући: Одбор за историју уметности, Одбор за ренесансу и барок, Одбор за романтизам, Сентандрејски одбор, Хиландарски одбор и Одбор за речник појмова из области ликовне уметности. Био је један од 16 аутора нацрта групе академика за Меморандум САНУ и бранио је колеге након појаве меморандумске афере. Тврдио је да су пометњу креирали они који су желели да униште Југославију као и да су академици у Меморандуму прорекли шта ће се десити са Југославијом. Медаковић је био члан Европске академије са средиштем у Салцбургу, почасни члан Румунске академије наука, члан аустријског друштва за проучавање 18. века и од 2001. редовни члан Лајбницовог научног друштва (Leibniz Association) у Берлину.
У Матици српској у Новом Саду руководио је програмом истраживања у области историје уметности. Одмах после оснивања Одељења за ликовне уметности Медаковић је 1964. године постао секретар овог Одељења, а истовремено и члан Председништва и ту дужност је вршио до 1986. године. Био је члан Савета Матице српске. Уређивао је часопис Зборник за ликовне уметности Матице српске, а главни уредник био је 1965. године. Од покретања Зборника изашло је више од 30 томова. Он представља први часопис код Срба посвећен искључиво историји уметности.
У свом истраживању интересовао се за широки распон тема од средњовековне уметности до модерног сликарства, али је тежиште његовог рада на српском барокном сликарству, српским културним приликама у 18. веку и српском сликарству у 19. веку. Стварао је и у области књижевности. Писао је све врсте научних радова од есеја, приказа и пригодних реаговања на политичка и уметничка дешавања до монографија и синтетичких прегледа. Његове студије су брижљиво инвентарисане и сабране у неколико књига. У књизи Српски сликари 18. века. Ликови и дела (Нови Сад, 1968) сабрана је 21 студија о сликарима од Жефаровића до Јовановића. У књизи Путеви српског барока објављено је 25 студија о барокној уметности. Велики број студија објављен је у књигама Сведочења (1984), Истраживачи српских старина (1985) и Барок код Срба (1988).
Поводом крађе вредних портрета из збирки Народног музеја Србије са изложбе у Галерији „Сопоћанска виђења” у Новом Пазару почетком јуна 1988, у штампи се залагао за увођење „опсадног стања” у српској култури и забрану организовања „путујућих изложби”.
Писао је целовите прегледе за Историју српског народа (четврта, пета и шеста књига) и у књигама Српска уметност у 18. веку (1980) и Српска уметност у 19. веку (1981). Бавио се и питањима везаним за поједине црквене споменике: о Хиландару (1978), Савина (1978), Сент Андреји (1982). Објавио је и књигу Летопис Срба у Трсту (1987) која сумира укупни историјат и доприносе српске заједнице у граду Трсту.
Обављао је функцију председника Скупштине Вукове задужбине седамнаест година, као најдуже бирани председник, у три мандата. Први пут је изабран је 6. новембра 1991. године и био је председник све до смрти 1. јула 2008. године.
Београдски издавачко-графички завод (БИГЗ) издао је пет књига Медаковићеве прозе под називом Ефемерис — хроника једне породице (I — 1990, II — 1991, III — 1992, IV — 1993, V — 1994). Петокњижје говори о историји његове породице и грађанских слојева и елита Срба у Загребу. За Ефемерис је Медаковићу додељена Октобарска награда града Београда. Награду за животно дело Задужбине „Јаков Игњатовић” добио је за Ефемерис II а награду Београдског издавачко-графичког завода за Ефемерис III. Први део мемоара штампан је у неколико издања и остварио је тираж од приближно 80.000 продатих примерака. Дело је награђено у Народној библиотеци Србије као најчитанија књига за 1994. годину.
Објавио је укупно 46 књига током живота.

Молим вас, нама је подметнуто да смо хтели да рушимо земљу. Напротив, Меморандум је био спис којим се покушао зауставити распад. …Када се појавила меморандумска афера, ми смо на Западу доживели аплауз. Онда је то протумачено као антикомунистички спис, као продор у неку нову демократску државу. Званична политика у земљи нас је напала. …У Хагу се сада опет потеже Меморандум. …То је вртлог дневне политике.

— Медаковић o нацрту Меморандума САНУ
Преминуо је на Институту за онкологију у Београду. Сахрањен је у породичној гробници уз свог претка војводу Милорада Медаковића. Опело му је служио епископ шабачко-ваљевски г. Лаврентије, жички г. Хрисостом, бачки г. Иринеј, шумадијски г. Јован и свештенство СПЦ, док је опроштајно слово прочитао митрополит црногорско-приморски Амфилохије.

## Ставови
Дејан Медаковић је сматрао да генеза мржње између Срба и Хрвата сеже у XVI столеће, када су Срби својим заслугама уживали статус слободних војника сељака, привилегованих кроз ослобађање од давања прописаних за кметове, док су њихове комшије Хрвати били кметови и то на земљи која је изворно била феудални посед хрватског племства а коју је Фердинанд I претворио у државну својину након пражњења територије пред османском најездом. Односе два народа компликује одлука хрватског Сабора која на својој територији дозвољава искључиво католичку веру, што је било у контрадикцији са царским привилегијама које су Србима давале право на слободу вероисповести. Наводио је да су Хрвати за свој књижевни језик преузели штокавско наречје односно вуковски језик.
Он тврди да је Анте Трумбић сматрао да се Хрватска мора прикључити Југославији јер је то био једини начин да се нађе на победничкој страни. Он Трумбићеву изјаву наводи у контексту тога да су мотиви за улазак у заједничку државу 1918. године били различити.
Коментаришући улогу Алојзија Степинца у Другом светском рату Медаковић наводи да је његов највећи грех што је као црквени поглавар дао моралну подршку држави која је прокламовала расистичке законе а исту државу је Степинац прогласио за дјело божије. Сматрао је да је исти образац понашања имао кардинал Фрањо Кухарић деведесетих година. Додаје да је Степинац био предводник крсташког рата против бизантизма односно источног православља те да из његовог дневника зрачи мржња.
Такође наводи да је веома значајна улога Срба у Загребу као економске праве велесиле са значајним институцијама попут Привредника и солвентне Српске банке завршена 1941. године.
Он наводи да је генерал Милан Недић сасвим свесно пристао на срамоту и жртву, вероватно не верујући у немачку победу. Према Медаковићевој тврдњи, Недић је пристао на своју улогу суочен са Хитлеровом претњом да ће, уколико се Србија Недићевим деловањем не смири, Београд и Мачву окупирати хрватске усташе, северну Србију мађарске снаге, део Рашке односно Санџака, све до Краљева Албанци, а остатак земље бугарске трупе. Са позиције председника уређивачког одбора књиге 100 најзнаменитијих Срба Медаковић је дао подршку за укључивање генерала Милана Недића на списак 100 најзнаменитијих Срба, због чега је имао проблема са другим члановима уређивачког одбора.
Веровао је да српски народ мора сачувати ону племениту енергију коју је показао у време новије историје, а то је духовна снага.
Сведочио је да су српске избеглице током деведесетих биле у горем положају него избеглице у Србији током Другог светског рата.

Ми живимо у једном сложеном времену, на врло драматичној друштвеној раскрсници. Пре Другог светског рата, у крајевима преко Саве и Дунава, а и овде, у Краљевини Србији, стварано је једно друштво са системом вредности који није био оптималан, али је ишао ка томе да се живот организује на правној основи, са израженом тежњом ка моралу, честитости и одређеном моделу патриотизма… Такав систем се 1941. сукобио са тоталитаризмом и његовим притокама. Мислим, пре свега, на усташе, балисте, ВМРО, мађарски фашизам… У том судару потпуно је уништен свет грађанског друштва. Из свега тога настало је једно ново друштво које је функционисало тако што је одбацило систем вредности грађанског друштва, а није успело да изгради сопствени систем вредности. Оно је почивало на партијској послушности и она је била кључ и за успех, и за привилегије, и за егзистенцију.

— Медаковић o духу времена и нашим елитама
Медаковић је био при уверењу да српско питање никако није трајно решено неповољно, већ да је реч о процесу и да смо тренутно у ко зна којем чину. Сматрао је да за српске интересе постоје шансе, не само за повратак територије. Примарни предуслов за остварење националних циљева видео је у враћању сопственог угледа и упознавање себе (да препознамо себе), што је услов да кренемо у Европу.
Каква ће бити судбина српског народа у Хрватској, према Медаковићу, видело се још педесетих година двадесетог века на основу тога што су и тада проналажени Срби који ће спроводити антисрпску (првашку) политику као и кроз то што су ликвидиране српске вође Душко Бркић и генерал Раде Жигић.
Држао је да ће хришћанство тек чекати борбе у новом миленијуму и да ће се хришћанству у предстојећим борбама дубоко осветити стављање у службу овоземаљских закона и поступака сумњивог идеолошког порекла, као што је био случај у Хрватској.
Сматрао је су талентовани млади људи велика нада српског друштва као и да је одлазак младих образованих кадрова ван земље национална трагедија и да су Срби у тако тешком стању да су изгубили право на песимизам.
Заступао је становиште да је данас тешко одржати патријархалну породицу јер живимо у непатријархалним временима.

## Лични живот
Није био члан Савеза комуниста или других политичких партија. Био је верник Српске православне цркве и сматрао је да немамо морално право тражити од цркве да решава оно што држава не може.
Имао је две сестре и два брата. Један од браће борио се на Сремском фронту и погинуо је 1947. несрећним случајем током руковања оружјем у игри са пријатељем.
Његова супруга била је пијанисткиња и професорка универзитета Вера Вељков. У браку су били педесет година и имају сина диригента Павла Медаковића.
Велики део својих дела је писао у летњиковцу са погледом на Дунав у Гроцкој. Медаковић је иницијатор покретања ликовне колоније у Гроцкој, која се одржава од 1997.

## Наслеђе
Описиван је као полихистор и последњи барокни Србин.
Професор Владимир Симић наводи да је Медаковић дао изузетан допринос на пољу изучавања српске уметности 18. и 19. века, притом је отворио једно потпуно ново поље истраживања, то поље је названо барокологија, и она је представљала својеврстан еквивалент византологији као етаблираној научној дисциплини која је до тада била развијена. Он је описао Медаковићево дело као капиталну заоставштину, која превазилази могућност једног живота.
Професор Бошко Сувајџић сматра да је Медаковић био један од најзначајнијих интелектуалаца кога смо имали у 20. веку. Академик Василије Крестић описивао је Дејана Медаковића као човека израженог патриотизма, стваралачке ватре, огромне радне енергије и систематичности. Историчар уметности Коста Вуковић наводио је као Медаковићеву стручну заслугу скретање пажње на важност српског сакралног културног наслеђа у контексту целокупне српске историје уметности. посебно 18. столећа. Поводом његове смрти издавач Зоран Кулунџија изјавио је: Медаковић је за свог дугог и плодног живота показао да је најважније да треба бити одан своме народу, његовој култури, афирмацији те културе и повезивању те културе са светом.
Његов научни рад одликовао се критичношћу и радом без предубеђења. Као историчар уметности радио је на очувања средњовековног културног наслеђа, које је такође утицало на његов поетски опус.
У Медаковићеву част 2008. године установљена је Награда „Дејан Медаковић”.
Легат Дејана Медаковића је оформљен у оквиру Музеја града Београда вољом његовог сина Павла и породице. Легат садржи 650 предмета: дела ликовне и примењене уметности, одликовања, књиге, личне предмете и рукописе. Садржи портрети породице Медаковић, настали током једног столећа, као и колекција слика и цртежа савременика и пријатеља као што су Мића Поповић, Љубица Цуца Сокић, Иван Табаковић.
Поводом стогодишњице Медаковићевог рођења у Библиотеци „Бранко Радичевић” у Сремским Карловцима отворена је његова спомен-соба, са личним предметима, одликовањима, дипломама и 1600 Медаковићевих књига које је библиотеци даровао његов син Павле. Истим поводом је у децембру 2022. одржан научни скуп у Матици српској. У Библиотеци Матице српске чува се Поклон-збирка академика Дејана Медаковића о бароку.
Милан Шарац режирао је кратки документарни филм о његовом животу.
Јавно предузеће Пошта Србије издало је 2022. поштанску марку са ликом Медаковића.
Биста Дејана Медаковића откривена је јула 2023. године у холу Карловачке гимназије, у подножју степеништа које вијуга у свечану салу. Још две бисте откривене су у Матици српској децембра 2023. и у Дому Вукове задужбине марта 2024.

## Награде
Одликовања
- Орден Светог Саве I степена (1990)[69]
- Орден Вука Караџића I степена[70]
- Орден Катарине гроф. Цељске I степена (2007)[34]
- Велики крст за заслуге Савезне Републике Немачке (1990)[69]
- Крст првог реда Републике Аустрије за заслуге у науци и култури[69]
- Златна медаља председника Републике Мађарске[69]

Награде
- Гиндели награда, 1987.[69]
- Седмојулска награда, 1989.[69]
- Хердерова награда, 1990.[69]
- Награда Задужбине Јакова Игњатовића, за животно дело, Сентандреја, 1990.[26]
- Октобарска награда града Београда, 1990.
- Повеља Друштва конзерватора Србије, за изузетан допринос заштити споменика културе, 1990.[26]
- Награда „Милош Црњански”, за књигу мемоара Ефемерис, 1991.[71]
- Награда Београдског издавачко-графичког завода, за мемоаре Ефемерис I-III, 1992.
- Изванредан Златни беочуг, за животно дело, 1994.[72]
- Награда Народне библиотеке Србије за најчитанију књигу године, за мемоаре Ефемерис I-III, 1994.
- Књижевна награда „Бибилос”, за књигу Ефемерис V, 1994.[26]
- Изузетна Вукова награда, 1995.[73]
- Награда „Круна деспота Стефана Лазаревића”, 1998.[69]
- Награда „Павле Марковић Адамов”, за животно дело, 1998.[26]
- Награда „Браћа Карић”, 1999.[26]
- Награда „Лаза Костић” (специјална), за књигу Срби у Бечу, 1999.[26]
- Награда „Златни прстен деспота Стефана Лазаревића”, 2000.
- Просветина награда за књижевност, за књигу Изабране српске теме: књига друга, 2001.[73]
- Плакета фондације Александер фон Хумболт[26]
- Диплома Народног музеја у Београду[26]
- Диплома Матице српске[26]
- Повеља Савеза друштава конзерватора Југославије[26]
- Спомен-захвалница Универзитетске библиотеке у Београду[26]
- Медаља Милош Црњански 1893—1977[26]
- Плакета Републичког завода за заштиту споменика културе[26]
- Диплома Међународног биографског центра Кембриџ[26]
- Диплома Аустријске истраживачке заједнице[26]
- Спомен-медаља Словеначке академије наука и уметности[26]
- Плакета и две медаље поводом двестогодишњице Карловачке гимназије[26]
- Повеља Народне библиотеке у Београду[26]
- Плакета почасног грађанина Сремских Карловаца[26]
- Грамата Саборне цркве[26]
- Диплома Европске академије наука и уметности[26]
- Захвалница Хуманитарног фонда „Привредник”[26]
- Медаља Никола Тесла 1856—1943.[26]
- Спомен-медаља Румунске академије наука[26]
- Талир Марије Терезије 1780.[26]
- Плакета Етнографског музеја[26]
- Плакета Коларчевог народног универзитета[26]
- Златна медаља „патријарх Јосиф Рајачић”[26]

## Дела

### Одабрана стручна дела
- Медаковић, Дејан (1958). Графика српских штампаних књига XV-XVII века. Београд: Научно дело.
- Медаковић, Дејан (1971). Путеви српског барока. Београд: Нолит.
- Медаковић, Дејан (1976). Трагом српског барока. Нови Сад: Матица српска.
- Медаковић, Дејан (1978). Манастир Савина: Велика црква, ризница, рукописи. Београд: Филозофски факултет.
- Медаковић, Дејан (1980). Српска уметност у XVIII веку. Београд: Српска књижевна задруга.
- Медаковић, Дејан (1981). „Српска уметност у XIX веку (до 1870)”. Историја српског народа. 5. Београд: Српска књижевна задруга. стр. 416—462.
- Медаковић, Дејан (1986). „Српска уметност XVIII века”. Историја српског народа. 4. Београд: Српска књижевна задруга. стр. 245—349.
- Медаковић, Дејан; Милошевић, Ђорђе (1987). Летопис Срба у Трсту. Београд: Југословенска ревија. ISBN 9788674130049.
- Медаковић, Дејан (1988). Барок код Срба. Загреб-Београд: Просвјета; Просвета. ISBN 9788635300269.
- Медаковић, Дејан (1990). Косовски бој у ликовним уметностима. Београд: Српска књижевна задруга. ISBN 9788637901983.
- Медаковић, Дејан (1993). „Старе српске штампарије”. Историја српског народа. 3. Београд: Српска књижевна задруга. стр. 425—440.
- Благојевић, Милош; Медаковић, Дејан (2000). Историја српске државности. 1. Нови Сад: Огранак САНУ.
- Медаковић, Дејан (2004). Срби у Загребу. Нови Сад: Прометеј.
- Медаковић, Дејан (2006). Јосиф II и Срби. Нови Сад: Прометеј.
- Медаковић, Дејан (2007). Света гора фрушкогорска. Нови Сад: Прометеј.

### Књижевна дела
Збирке поезије
- Мотиви (на језику: српски). 1946.
- Каменови (на језику: српски). 1966.
- Умир (на језику: српски). 1987.
- Ниска (на језику: српски). 1989.
- Знак на стегу (на језику: српски). 1994.
- Завештање (на језику: српски). 1994.
- Све чудније је чудно (на језику: српски). Прометеј. 2000.

Збирке кратких прича
- Повратак у Ракитије (на језику: српски).
- Птице (на језику: српски).
- Орлов лет (на језику: српски).
- Парастос у Сремским Карловцима (на језику: српски).
- Лумен Карловачке гимназије (на језику: српски).

Мемоари, дневници, писма
- Сведочења (на језику: српски). 1984.
- Ephemeris: chronique d'une famille (Ephemeris I) (на језику: француски). Lausanne: Age d'homme. 1995.
- Тражење добра (на језику: српски). 1995.
- Писма (на језику: српски). 1996.
- Ефемерис I-V (на језику: српски). Београд: БИГЗ. 1998.
- Суочавање са људима и временом (на језику: српски). 2000.
- Писма и говори (на језику: српски). Прометеј. 2004.
- Дани, сећања I-VIII (на језику: српски). 1996—2006.[74]